# Xystrocera matilei
Xystrocera matilei es una especie de escarabajo longicornio del género Xystrocera, categorizada en la tribu Xystrocerini, de la subfamilia Cerambycinae. Fue descrita por Breuning & Teocchi en 1972.

## Descripción
Mide 17-20 mm de longitud.

## Distribución
Se distribuye por República Centroafricana.